# Louis Brus
Louis E. Brus (n. 10 august 1943, Cleveland, Ohio, SUA) este un chimist american, profesor la Universitatea Columbia din New York. În 2023 a fost distins cu Premiul Nobel pentru Chimie împreună cu Moungi Bawendi și Alexei Ekimov, „pentru descoperirea și sinteza punctelor cuantice”.